# Ollie Campbell
Seamus Oliver Campbell (Dublín, 5 de marzo de 1954) es un ex–jugador irlandés de rugby que se desempeñaba como apertura. Fue internacional con el XV del Trébol de 1976 a 1984 y representó a los British and Irish Lions.

## Selección nacional
Fue seleccionado al XV del Trébol por primera vez en enero de 1976 para enfrentar a los Wallabies, mantuvo una famosa rivalidad con Tony Ward por la titularidad y disputó su último partido en el Torneo de las Cinco Naciones 1984 contra los Dragones rojos, retirándose debido a una lesión en los músculos isquiotibiales.
Se le recuerda por su liderazgo de los backs irlandeses en la consecución de la Triple Corona en 1982, tras 30 años de sequía, del último obtenido en el Torneo de las Cinco Naciones 1949.
Se ubica como uno de los máximos anotadores de su seleccionado, es considerado el sucesor generacional de Jack Kyle y antecesor de Ronan O'Gara. En total jugó 22 partidos y marcó 217 puntos.

### Leones Británicos
Su compatriota Noel Murphy lo convocó a los British and Irish Lions para la Gira a Sudáfrica de 1980. La última visita a los Springboks en el amateurismo fue derrota de los británicos 3–1, Campbell inició como suplente pero finalmente le ganó el puesto a William Davies y Tony Ward.
Tres años más tarde el escocés Jim Telfer lo seleccionó nuevamente para la Gira a Nueva Zelanda de 1983, que es considerado el peor de la historia amateur porque los Lions fueron destrozados 4–0. Campbell jugó como titular todos los test matches frente a los All Blacks y solo fue reemplazado por Hugo MacNeill en el último partido.

## Palmarés
- Campeón del Torneo de las Seis Naciones de 1982.
- Campeón del Interprovincial Championship de 1980, 1981, 1982 y 1984.